# Georges Dessouslavy
Georges-Henry Dessouslavy (* 13. Juli 1898 in La Chaux-de-Fonds; † 21. August 1952 in Yverdon) war ein Schweizer Maler, Zeichner, Lithograf und Kunstpädagoge.

## Leben und Werk

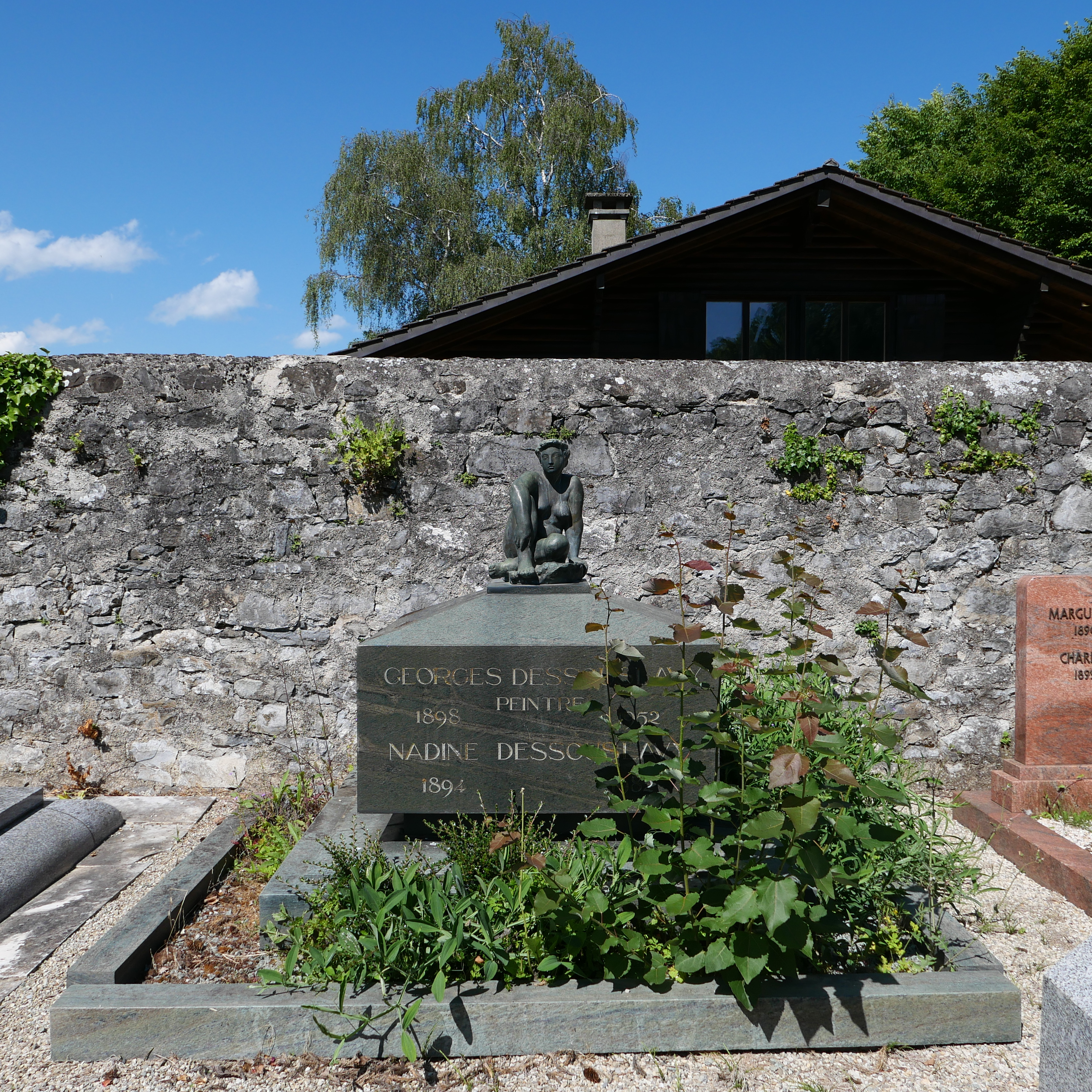
Das Grab im Jahr 2024

Georges Dessouslavy war ein Sohn des Gipshändlers Fréderic-Louis. Sein Neffe war der Künstler Carlo Baratelli (1926–2017). Dessouslavy belegte an der Kunstschule in La Chaux-de-Fonds von 1914 bis 1916 Kurse bei Georges Aubert, Charles-Edouard Jeanneret und Léon Perrin. Anschliessend bildete er sich bei Alfred Blailé in Neuenburg und bei Albrecht Mayer an der Allgemeinen Gewerbeschule Basel weiter. Von 1916 bis 1920 war er an der Schule der Schönen Künste in Genf und wurde u. a. von Frédéric Gilliard (1884–1967) und Henri Eugène Gilliard (1861–1921) unterrichtet. Nach Abschluss seiner Ausbildung übernahm er 1920 das Gips- und Malergeschäft seines Vaters.
Dessouslavy unternahm verschiedene Studienreisen nach Italien und Frankreich. Anfang der 1930er Jahre widmete er sich ausschliesslich der Malerei und profilierte sich als einer der vielversprechendsten Neuenburger Maler seiner Generation. 1931 nahm er am Société du Salon d’Automne in Paris und 1936 an der Biennale di Venezia teil. 1949 erhielt er den Preis für Schweizer Malerei. 
Dessouslavy schuf die monumentalen Wandgemälde im Bahnhof La Chaux-de-Fonds (1952, Postkubismus) und Bahnhof Neuchâtel und unterrichtete an der Kunstschule in La Chaux-de-Fonds. Im Pöstlerviertel Quartier des Postiers bezog er ein Atelier. Von 1949 bis 1953 war Ugo Crivelli ein Schüler von Dessouslavy, der 1951 nach Coppet zog. Dessouslavy nahm an zahlreichen Ausstellungen teil und beteiligte sich an den grossen schweizerischen Gesamtausstellungen. Seine Werke sind in die meisten öffentlichen Sammlungen der Schweiz vertreten.
Er fand seine letzte Ruhestätte auf dem Friedhof von Coppet. Seine Frau Nadine (1894–1982) wurde an seiner Seite bestattet.

## Galerie

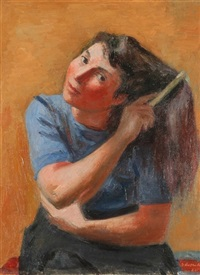
Jeune femme se coiffant (1942)
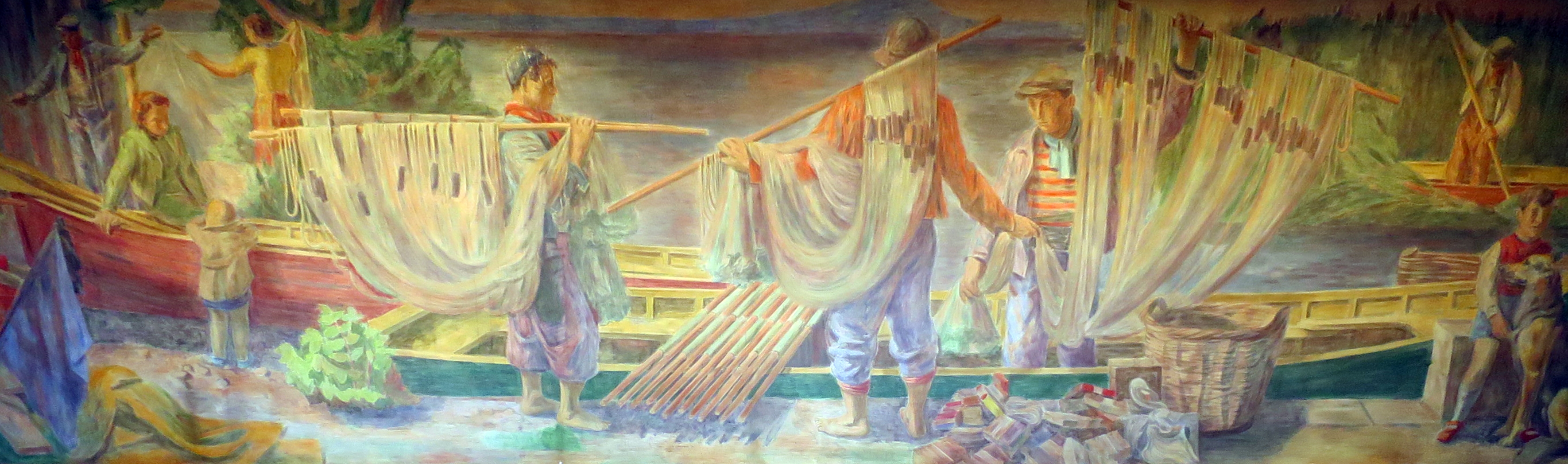
Bahnhof Neuchâtel. Wandbild Les pêcheurs.